# Iñigo Urkullu
Iñigo Urkullu Renteria (ur. 18 września 1961 w Alonsotegi) – hiszpański i baskijski polityk, były przewodniczący Nacjonalistycznej Partii Basków, prezydent Kraju Basków (lehendakari) w latach 2012–2024.

## Życiorys
Ukończył studia z zakresu filologii baskijskiej na Universidad de Deusto w Bilbao. Przez kilka lat pracował jako nauczyciel. Zaangażował się w działalność Nacjonalistycznej Partii Basków, był przewodniczącym tej partii w prowincji Vizcaya (2000–2008) i następnie przewodniczącym całego ugrupowania (2008–2013). Od 1984 kilkakrotnie wybierany do baskijskiego parlamentu, zasiadał w nim do 1987 i ponownie od 1994 do 2007. W latach 1987–1994 kierował departamentem młodzieży i spraw społecznych w administracji prowincji.
Po wyborach regionalnych w 2012 został powołany na prezydenta Kraju Basków. Utrzymał to stanowisko również po wyborach z 2016 w ramach koalicji z socjalistami. Porozumienie to odnowiono także po wyborach w 2020, dzięki czemu Iñigo Urkullu pozostał na stanowisku prezydenta Kraju Basków na kolejną kadencję. Urząd ten sprawował do 2024, gdy po kolejnych wyborach zastąpił go Imanol Pradales.